# Реакция бласттрансформация с туберкулин
Реакция бласттрансформация с туберкулин (също РБТ или Проба Манту) (Mantoux) е имунологичен тест, доказващ туберкулозна алергия или туберкулозна инфекция. Извършва се за проверка на ефективността на противотуберкулозната ваксинация и при клинични индикации като централни и парацентрални хориоретинити, хеморагични хориоретинити.
Лимфобластните клетки от периферната кръв обикновено съставляват 0,5% от кръвната картина. При обременяване със специфичен алерген те се увеличават поне 2,5 пъти след 10 дни. Нормални стойности на клетките при РБТ – 2,5 – 3%. Над 3% – повишена специфична реактивност към туберкулин и се възприема като положителен резултат, доказващ туберкулозна алергия или туберкулозна инфекция.